# Gongylos
Gongylos (en grec ancien : Γογγύλος), originaire d'Érétrie en Eubée, est un homme d'État grec du Ve siècle av. J.-C. qui sert d'intermédiaire entre les Spartiates et Xerxès Ier de l'Empire achéménide.
Partisan de Xerxès, après la défaite de la Seconde guerre médique par ce dernier en 479 av. J.-C., Gongylos est contraint de fuir et de se réfugier dans l'Empire achéménide. Là, Xerxès lui accore le territoire de Pergame en Asie Mineure vers 470-460 av. J.-C. en guise de récompense. Ses descendants règnent sur la ville jusqu'au moins 400 av. J.-C., formant la dynastie des satrapes Gongylides. Gongylos est l'un des nombreux aristocrates grecs qui se réfugie dans l'Empire achéménide à la suite de revers dans leur pays, d'autres célèbres étant Hippias, Démarate et Thémistocle. En général, ceux-ci sont généreusement accueillis par les rois achéménides, reçoivent des concessions de terres pour les aider et règnent sur diverses villes d'Asie Mineure.
Selon Xénophon, à son arrivée en Mysie en 399 av. J.-C., il rencontre Hellas, veuve de Gongylos et fille probable de Thémistocle, qui vit à Pergame. Ses deux fils, Gorgion et Gongylos le jeune, règnent respectivement sur les villes de Gambrium (en) et Palaegambrium (en) pour Gorgion, et de Myrina et Gryneium (en) pour Gongylos.